# KNVB Beker 2019/20 (vrouwen)
De 40e editie van de KNVB Beker voor vrouwen ging op 31 augustus 2019 van start met de groepsfase. In de achtste finale stroomden de Eredivisie-teams in. De titelverdediger was AFC Ajax, dat in de finale van vorig seizoen PEC Zwolle versloeg met 2–1. Door het uitbreken van coronapandemie werd het toernooi na de achtste finale beëindigd. Daarom was er in het seizoen 2019/20 geen bekerwinnaar.

## Landelijke beker
Opzet
Deze editie van de KNVB Beker voor vrouwen begon met de groepsfase van tweeëntwintig poules. Vanaf de eerste tussenronde volgde de knock-outfase.

### Deelnemers
Er nemen dit seizoen 90 teams deel. Acht clubs uit de Eredivisie (niveau 1), 82 amateurteams uit de landelijke competities in de Topklasse (2), Hoofdklasse (3) en Eerste klasse (4).
| N | Competitie            | Clubs                      | Clubs                   | Clubs                   | Clubs                 |
| - | --------------------- | -------------------------- | ----------------------- | ----------------------- | --------------------- |
| 1 | Eredivisie            | ADO Den Haag               | Ajax                    | VV Alkmaar              | Excelsior/Barendrecht |
| 1 | Eredivisie            | sc Heerenveen              | PSV                     | PEC Zwolle              | FC Twente             |
| 2 | Topklasse             | Be Quick '28               | DTS Ede                 | FC Eindhoven AV         | VV Eldenia            |
| 2 | Topklasse             | FC Rijnvogels              | RVVH                    | SV Saestum              | Vv SSS                |
| 2 | Topklasse             | SteDoCo                    | Ter Leede               | ASV Wartburgia          | SC Woezik             |
| 3 | Hoofdklasse zaterdag  | ACV                        | BVV Barendrecht         | CVV Berkel              | RKVV DSS              |
| 3 | Hoofdklasse zaterdag  | Heerenveense Boys          | GSVV The Knickerbockers | Oranje Nassau Groningen | RCL                   |
| 3 | Hoofdklasse zaterdag  | VV Reiger Boys             | SV Saestum II           | SC Stiens               | ASV Wartburgia II     |
| 3 | Hoofdklasse zondag    | VV Bavel                   | SC Buitenveldert        | VV DSE                  | FC Eindhoven AV II    |
| 3 | Hoofdklasse zondag    | Fortuna '54                | VV Maarssen             | VV Nooit Gedacht        | RKSV Nuenen           |
| 3 | Hoofdklasse zondag    | ST SV Someren/NWC          | Vv Trekvogels           | SC 't Zand              | VV Witkampers         |
| 4 | Eerste klasse Groep A | VV Blauw Geel '55          | CSW                     | SC 't Gooi              | USV Hercules          |
| 4 | Eerste klasse Groep A | IJFC                       | VV IJzendijke           | RVVH II                 | SC Monster            |
| 4 | Eerste klasse Groep A | Sparta/JVOZ                | Sporting '70            | Vv SSS II               | Ter Leede II          |
| 4 | Eerste klasse Groep B | ASC '62                    | AZSV                    | VV Berkum               | Be Quick '28 II       |
| 4 | Eerste klasse Groep B | VV de Weide                | DZC '68                 | HZVV                    | SC Klarenbeek         |
| 4 | Eerste klasse Groep B | Oranje Nassau Groningen II | VV Sint Annaparochie    | VV Vitesse '63          | VV Winsum             |
| 4 | Eerste klasse Groep C | FC Berghuizen              | SC Buitenveldert II     | VV De Blokkers          | RKSV De Tukkers       |
| 4 | Eerste klasse Groep C | DVC'26                     | Vv Rigtersbleek         | RKDEO                   | SDO                   |
| 4 | Eerste klasse Groep C | VV SEP                     | RKVV Velsen             | Victoria Boys           | VV Winkel             |
| 4 | Eerste klasse Groep D | Antibarbari                | RKSV Bekkerveld         | VV Eldenia II           | VV Hontenisse         |
| 4 | Eerste klasse Groep D | HVCH                       | NSVV FC Kunde           | SV Orion                | OVV '67               |
| 4 | Eerste klasse Groep D | RKSV Prinses Irene         | SSS'18                  | UDI '19                 | VDZ                   |

Legenda
| Kleur | Resultaat                           |
| ----- | ----------------------------------- |
|       | Winnaar                             |
|       | Verliezend finalist                 |
|       | Uitgeschakeld in de halve finales   |
|       | Uitgeschakeld in de kwartfinales    |
|       | Uitgeschakeld in de achtste finales |
|       | Uitgeschakeld in de tussenronde     |
|       | Uitgeschakeld in de 2e ronde        |
|       | Uitgeschakeld in de 1e ronde        |
|       | Uitgeschakeld in de groepsfase      |
|       | Geen deelname                       |

### Speeldata
| Ronde             | Speeldata                                |
| Groepsfase        | Groepsfase                               |
| ----------------- | ---------------------------------------- |
| Speeldag 1        | 31 augustus, 1, 2, 3 en 4 september 2019 |
| Speeldag 2        | 7 en 8 september 2019                    |
| Speeldag 3        | 14 en 15 september 2019                  |
| Knock-out systeem |                                          |
| 1e ronde          | 15, 17, 19 en 20 oktober 2019            |
| 2e ronde          | 14 december 2019                         |
| Tussenronde       | 18 en 19 januari 2020                    |
| Achtste finales   | 1 en 2 februari 2020                     |
| Kwartfinales      | maart 2020                               |
| Halve finales     | april 2020                               |
| Finale            | 10 mei 2020                              |

### Wedstrijden

#### Groepsfase
Legenda
| # | Reden                                        |
| - | -------------------------------------------- |
|   | Heeft zich geplaatst voor de volgende ronde. |

Groep 1
| # | Club       | Wedstrijden | Wedstrijden | Wedstrijden | Wedstrijden | Doelpunten | Doelpunten | Doelpunten | Punten |
| - | ---------- | ----------- | ----------- | ----------- | ----------- | ---------- | ---------- | ---------- | ------ |
| # | Club       | G           | W           | G           | V           | V          | T          | Saldo      | Punten |
| 1 | SC 't Zand | 3           | 2           | 1           | 0           | 8          | 1          | +7         | 7      |
| 2 | VV Bavel   | 3           | 1           | 1           | 1           | 3          | 3          | 0          | 4      |
| 3 | OVV '67    | 3           | 1           | 0           | 2           | 4          | 7          | −3         | 3      |
| 4 | RKDEO      | 3           | 1           | 0           | 2           | 2          | 6          | −4         | 3      |

Groep 2
| # | Club          | Wedstrijden | Wedstrijden | Wedstrijden | Wedstrijden | Doelpunten | Doelpunten | Doelpunten | Punten |
| - | ------------- | ----------- | ----------- | ----------- | ----------- | ---------- | ---------- | ---------- | ------ |
| # | Club          | G           | W           | G           | V           | V          | T          | Saldo      | Punten |
| 1 | Vv Trekvogels | 3           | 3           | 0           | 0           | 18         | 1          | +17        | 9      |
| 2 | SV Orion      | 3           | 1           | 0           | 2           | 3          | 5          | −2         | 3      |
| 3 | DVC'26        | 3           | 1           | 0           | 2           | 2          | 7          | −5         | 3      |
| 4 | NSVV FC Kunde | 3           | 1           | 0           | 2           | 3          | 13         | −10        | 3      |

Groep 3
| # | Club            | Wedstrijden | Wedstrijden | Wedstrijden | Wedstrijden | Doelpunten | Doelpunten | Doelpunten | Punten |
| - | --------------- | ----------- | ----------- | ----------- | ----------- | ---------- | ---------- | ---------- | ------ |
| # | Club            | G           | W           | G           | V           | V          | T          | Saldo      | Punten |
| 1 | VV Witkampers   | 2           | 1           | 1           | 0           | 7          | 4          | +3         | 4      |
| 2 | FC Berghuizen   | 2           | 1           | 0           | 1           | 7          | 6          | +1         | 3      |
| 3 | Vv Rigtersbleek | 2           | 0           | 1           | 1           | 3          | 7          | −4         | 1      |

Groep 4
| # | Club               | Wedstrijden | Wedstrijden | Wedstrijden | Wedstrijden | Doelpunten | Doelpunten | Doelpunten | Punten |
| - | ------------------ | ----------- | ----------- | ----------- | ----------- | ---------- | ---------- | ---------- | ------ |
| # | Club               | G           | W           | G           | V           | V          | T          | Saldo      | Punten |
| 1 | UDI '19            | 3           | 2           | 1           | 0           | 10         | 6          | +4         | 7      |
| 2 | FC Eindhoven AV    | 3           | 2           | 0           | 1           | 16         | 5          | +11        | 6      |
| 3 | RKVV Velsen        | 3           | 0           | 2           | 1           | 6          | 12         | −6         | 2      |
| 4 | RKSV Prinses Irene | 3           | 0           | 1           | 2           | 6          | 15         | −9         | 1      |

Groep 5
| # | Club          | Wedstrijden | Wedstrijden | Wedstrijden | Wedstrijden | Doelpunten | Doelpunten | Doelpunten | Punten |
| - | ------------- | ----------- | ----------- | ----------- | ----------- | ---------- | ---------- | ---------- | ------ |
| # | Club          | G           | W           | G           | V           | V          | T          | Saldo      | Punten |
| 1 | VV Maarssen   | 3           | 3           | 0           | 0           | 11         | 4          | +7         | 9      |
| 2 | Victoria Boys | 3           | 2           | 0           | 1           | 9          | 9          | 0          | 6      |
| 3 | VDZ           | 3           | 1           | 0           | 2           | 6          | 9          | −3         | 3      |
| 4 | VV Eldenia II | 3           | 0           | 0           | 3           | 4          | 8          | −4         | 0      |

Groep 6
| # | Club             | Wedstrijden | Wedstrijden | Wedstrijden | Wedstrijden | Doelpunten | Doelpunten | Doelpunten | Punten |
| - | ---------------- | ----------- | ----------- | ----------- | ----------- | ---------- | ---------- | ---------- | ------ |
| # | Club             | G           | W           | G           | V           | V          | T          | Saldo      | Punten |
| 1 | VV Winkel        | 3           | 2           | 1           | 0           | 7          | 1          | +6         | 7      |
| 2 | SC Buitenveldert | 3           | 1           | 1           | 1           | 6          | 3          | +3         | 4      |
| 3 | VV De Blokkers   | 3           | 1           | 0           | 2           | 2          | 5          | −3         | 3      |
| 4 | Antibarbari      | 3           | 1           | 0           | 2           | 5          | 11         | −6         | 3      |

Groep 7
| # | Club              | Wedstrijden | Wedstrijden | Wedstrijden | Wedstrijden | Doelpunten | Doelpunten | Doelpunten | Punten |
| - | ----------------- | ----------- | ----------- | ----------- | ----------- | ---------- | ---------- | ---------- | ------ |
| # | Club              | G           | W           | G           | V           | V          | T          | Saldo      | Punten |
| 1 | Fortuna '54       | 2           | 2           | 0           | 0           | 4          | 2          | +2         | 6      |
| 2 | ST SV Someren/NWC | 2           | 0           | 1           | 1           | 3          | 4          | −1         | 1      |
| 3 | RKSV Bekkerveld   | 2           | 0           | 1           | 1           | 1          | 2          | −1         | 1      |

Groep 8
| # | Club               | Wedstrijden | Wedstrijden | Wedstrijden | Wedstrijden | Doelpunten | Doelpunten | Doelpunten | Punten |
| - | ------------------ | ----------- | ----------- | ----------- | ----------- | ---------- | ---------- | ---------- | ------ |
| # | Club               | G           | W           | G           | V           | V          | T          | Saldo      | Punten |
| 1 | FC Eindhoven AV II | 3           | 3           | 0           | 0           | 9          | 2          | +7         | 9      |
| 2 | RKSV Nuenen        | 3           | 2           | 0           | 1           | 13         | 4          | +9         | 6      |
| 3 | SDO                | 3           | 1           | 0           | 2           | 6          | 12         | −6         | 3      |
| 4 | SSS'18             | 3           | 0           | 0           | 3           | 1          | 11         | −10        | 0      |

Groep 9
| # | Club                | Wedstrijden | Wedstrijden | Wedstrijden | Wedstrijden | Doelpunten | Doelpunten | Doelpunten | Punten |
| - | ------------------- | ----------- | ----------- | ----------- | ----------- | ---------- | ---------- | ---------- | ------ |
| # | Club                | G           | W           | G           | V           | V          | T          | Saldo      | Punten |
| 1 | VV SEP              | 3           | 3           | 0           | 0           | 13         | 6          | +7         | 9      |
| 2 | VV Hontenisse       | 3           | 1           | 1           | 1           | 11         | 8          | +3         | 4      |
| 3 | VV DSE              | 3           | 1           | 1           | 1           | 8          | 5          | +3         | 4      |
| 4 | SC Buitenveldert II | 3           | 0           | 0           | 3           | 1          | 14         | −13        | 0      |

Groep 10
| # | Club             | Wedstrijden | Wedstrijden | Wedstrijden | Wedstrijden | Doelpunten | Doelpunten | Doelpunten | Punten |
| - | ---------------- | ----------- | ----------- | ----------- | ----------- | ---------- | ---------- | ---------- | ------ |
| # | Club             | G           | W           | G           | V           | V          | T          | Saldo      | Punten |
| 1 | VV Nooit Gedacht | 2           | 2           | 0           | 0           | 10         | 3          | +7         | 6      |
| 2 | RKSV De Tukkers  | 2           | 1           | 0           | 1           | 7          | 6          | +1         | 3      |
| 3 | HVCH             | 2           | 0           | 0           | 2           | 4          | 12         | −8         | 0      |

Groep 11
| # | Club         | Wedstrijden | Wedstrijden | Wedstrijden | Wedstrijden | Doelpunten | Doelpunten | Doelpunten | Punten |
| - | ------------ | ----------- | ----------- | ----------- | ----------- | ---------- | ---------- | ---------- | ------ |
| # | Club         | G           | W           | G           | V           | V          | T          | Saldo      | Punten |
| 1 | Be Quick '28 | 3           | 2           | 1           | 0           | 19         | 3          | +16        | 7      |
| 2 | ACV          | 3           | 2           | 1           | 0           | 10         | 1          | +9         | 7      |
| 3 | SC Monster   | 3           | 1           | 0           | 2           | 7          | 12         | −5         | 3      |
| 4 | VV de Weide  | 3           | 0           | 0           | 3           | 0          | 20         | −20        | 0      |

Groep 12
| # | Club         | Wedstrijden | Wedstrijden | Wedstrijden | Wedstrijden | Doelpunten | Doelpunten | Doelpunten | Punten |
| - | ------------ | ----------- | ----------- | ----------- | ----------- | ---------- | ---------- | ---------- | ------ |
| # | Club         | G           | W           | G           | V           | V          | T          | Saldo      | Punten |
| 1 | DTS Ede      | 3           | 3           | 0           | 0           | 20         | 0          | +20        | 9      |
| 2 | SC Stiens    | 3           | 2           | 0           | 1           | 9          | 4          | +5         | 6      |
| 3 | VV Winsum    | 3           | 1           | 0           | 2           | 3          | 16         | −13        | 3      |
| 4 | Sporting '70 | 3           | 0           | 0           | 3           | 2          | 14         | −12        | 0      |

Groep 13
| # | Club              | Wedstrijden | Wedstrijden | Wedstrijden | Wedstrijden | Doelpunten | Doelpunten | Doelpunten | Punten |
| - | ----------------- | ----------- | ----------- | ----------- | ----------- | ---------- | ---------- | ---------- | ------ |
| # | Club              | G           | W           | G           | V           | V          | T          | Saldo      | Punten |
| 1 | IJFC              | 2           | 1           | 1           | 0           | 9          | 5          | +4         | 4      |
| 2 | ASV Wartburgia II | 2           | 1           | 1           | 0           | 8          | 4          | +4         | 4      |
| 3 | ASC '62           | 2           | 0           | 0           | 2           | 1          | 9          | −8         | 0      |

Groep 14
| # | Club            | Wedstrijden | Wedstrijden | Wedstrijden | Wedstrijden | Doelpunten | Doelpunten | Doelpunten | Punten |
| - | --------------- | ----------- | ----------- | ----------- | ----------- | ---------- | ---------- | ---------- | ------ |
| # | Club            | G           | W           | G           | V           | V          | T          | Saldo      | Punten |
| 1 | RVVH            | 3           | 3           | 0           | 0           | 16         | 0          | +16        | 9      |
| 2 | VV Eldenia      | 3           | 1           | 1           | 1           | 5          | 5          | 0          | 4      |
| 3 | CVV Berkel      | 3           | 1           | 1           | 1           | 4          | 9          | −5         | 4      |
| 4 | Be Quick '28 II | 3           | 0           | 0           | 3           | 2          | 13         | −11        | 0      |

Groep 15
| # | Club                    | Wedstrijden | Wedstrijden | Wedstrijden | Wedstrijden | Doelpunten | Doelpunten | Doelpunten | Punten |
| - | ----------------------- | ----------- | ----------- | ----------- | ----------- | ---------- | ---------- | ---------- | ------ |
| # | Club                    | G           | W           | G           | V           | V          | T          | Saldo      | Punten |
| 1 | Oranje Nassau Groningen | 3           | 3           | 0           | 0           | 12         | 5          | +7         | 9      |
| 2 | AZSV                    | 3           | 2           | 0           | 1           | 10         | 8          | +2         | 6      |
| 3 | SC 't Gooi              | 3           | 1           | 0           | 2           | 5          | 8          | −3         | 3      |
| 4 | GSVV The Knickerbockers | 3           | 0           | 0           | 3           | 2          | 8          | −6         | 0      |

Groep 16
| # | Club              | Wedstrijden | Wedstrijden | Wedstrijden | Wedstrijden | Doelpunten | Doelpunten | Doelpunten | Punten |
| - | ----------------- | ----------- | ----------- | ----------- | ----------- | ---------- | ---------- | ---------- | ------ |
| # | Club              | G           | W           | G           | V           | V          | T          | Saldo      | Punten |
| 1 | SV Saestum        | 3           | 3           | 0           | 0           | 22         | 0          | +22        | 9      |
| 2 | Heerenveense Boys | 3           | 2           | 0           | 1           | 12         | 11         | +1         | 6      |
| 3 | USV Hercules      | 3           | 1           | 0           | 2           | 4          | 11         | −7         | 3      |
| 4 | VV Vitesse '63    | 3           | 0           | 0           | 3           | 2          | 18         | −16        | 0      |

Groep 17
| # | Club              | Wedstrijden | Wedstrijden | Wedstrijden | Wedstrijden | Doelpunten | Doelpunten | Doelpunten | Punten |
| - | ----------------- | ----------- | ----------- | ----------- | ----------- | ---------- | ---------- | ---------- | ------ |
| # | Club              | G           | W           | G           | V           | V          | T          | Saldo      | Punten |
| 1 | SV Saestum II     | 3           | 2           | 1           | 0           | 10         | 4          | +6         | 7      |
| 2 | SC Woezik         | 3           | 2           | 0           | 1           | 7          | 7          | 0          | 6      |
| 3 | VV Blauw Geel '55 | 3           | 1           | 1           | 1           | 11         | 7          | +4         | 4      |
| 4 | DZC '68           | 3           | 0           | 0           | 3           | 2          | 12         | −10        | 0      |

Groep 18
| # | Club                 | Wedstrijden | Wedstrijden | Wedstrijden | Wedstrijden | Doelpunten | Doelpunten | Doelpunten | Punten |
| - | -------------------- | ----------- | ----------- | ----------- | ----------- | ---------- | ---------- | ---------- | ------ |
| # | Club                 | G           | W           | G           | V           | V          | T          | Saldo      | Punten |
| 1 | Ter Leede            | 2           | 2           | 0           | 0           | 14         | 1          | +13        | 6      |
| 2 | VV Reiger Boys       | 2           | 1           | 0           | 1           | 7          | 8          | +1         | 3      |
| 3 | VV Sint Annaparochie | 2           | 0           | 0           | 2           | 2          | 14         | −12        | 0      |

Groep 19
| # | Club           | Wedstrijden | Wedstrijden | Wedstrijden | Wedstrijden | Doelpunten | Doelpunten | Doelpunten | Punten |
| - | -------------- | ----------- | ----------- | ----------- | ----------- | ---------- | ---------- | ---------- | ------ |
| # | Club           | G           | W           | G           | V           | V          | T          | Saldo      | Punten |
| 1 | ASV Wartburgia | 3           | 2           | 1           | 0           | 17         | 5          | +12        | 7      |
| 2 | VV Berkum      | 3           | 1           | 2           | 0           | 9          | 6          | +3         | 5      |
| 3 | RKVV DSS       | 3           | 1           | 1           | 1           | 9          | 8          | +1         | 4      |
| 4 | CSW            | 3           | 0           | 0           | 3           | 2          | 18         | −16        | 0      |

Groep 20
| # | Club          | Wedstrijden | Wedstrijden | Wedstrijden | Wedstrijden | Doelpunten | Doelpunten | Doelpunten | Punten |
| - | ------------- | ----------- | ----------- | ----------- | ----------- | ---------- | ---------- | ---------- | ------ |
| # | Club          | G           | W           | G           | V           | V          | T          | Saldo      | Punten |
| 1 | Sparta/JVOZ   | 3           | 3           | 0           | 0           | 15         | 5          | +10        | 9      |
| 2 | RCL           | 3           | 2           | 0           | 1           | 13         | 8          | +5         | 6      |
| 3 | Ter Leede II  | 3           | 1           | 0           | 2           | 2          | 5          | −3         | 3      |
| 4 | SC Klarenbeek | 3           | 0           | 0           | 3           | 3          | 8          | −5         | 0      |

Groep 21
| # | Club            | Wedstrijden | Wedstrijden | Wedstrijden | Wedstrijden | Doelpunten | Doelpunten | Doelpunten | Punten |
| - | --------------- | ----------- | ----------- | ----------- | ----------- | ---------- | ---------- | ---------- | ------ |
| # | Club            | G           | W           | G           | V           | V          | T          | Saldo      | Punten |
| 1 | Vv SSS          | 3           | 3           | 0           | 0           | 9          | 1          | +8         | 9      |
| 2 | BVV Barendrecht | 3           | 2           | 0           | 1           | 11         | 4          | +7         | 6      |
| 3 | RVVH II         | 3           | 0           | 1           | 2           | 4          | 10         | −6         | 1      |
| 4 | VV IJzendijke   | 3           | 0           | 1           | 2           | 6          | 15         | −9         | 1      |

Groep 22
| # | Club                       | Wedstrijden | Wedstrijden | Wedstrijden | Wedstrijden | Doelpunten | Doelpunten | Doelpunten | Punten |
| - | -------------------------- | ----------- | ----------- | ----------- | ----------- | ---------- | ---------- | ---------- | ------ |
| # | Club                       | G           | W           | G           | V           | V          | T          | Saldo      | Punten |
| 1 | FC Rijnvogels              | 2           | 2           | 0           | 0           | 13         | 2          | +11        | 6      |
| 2 | Oranje Nassau Groningen II | 2           | 1           | 0           | 1           | 5          | 6          | +1         | 3      |
| 3 | HZVV                       | 2           | 0           | 0           | 2           | 2          | 12         | −10        | 0      |

#### Eerste ronde
| Datum                   | Team                           | Uitslag         | Team                        |
| ----------------------- | ------------------------------ | --------------- | --------------------------- |
| 17 oktober              | FC Eindhoven AV II (3)         | 1 – 9           | FC Eindhoven AV (2)         |
| 19 oktober              | BVV Barendrecht (3)            | 1 – 0           | Vv Trekvogels (3)           |
| 19 oktober              | VV Eldenia (2)                 | 2 – 1           | AZSV (4)                    |
| 19 oktober              | RKSV Nuenen (3)                | 2 – 1           | RCL (3)                     |
| 19 oktober              | SV Saestum (2)                 | 12 – 3          | SV Orion (4)                |
| 19 oktober              | SV Saestum II (3)              | 8 – 0           | VV Witkampers (3)           |
| 19 oktober              | SC Stiens (3)                  | 2 – 1           | Heerenveense Boys (3)       |
| 19 oktober              | Ter Leede (2)                  | 10 – 0          | UDI '19 (4)                 |
| 19 oktober              | ASV Wartburgia II (3)          | 2 – 0           | FC Rijnvogels (2)           |
| 19 oktober              | IJFC (4)                       | 2 – 0           | VV Bavel (3)                |
| 19 oktober              | VV SEP (4)                     | 0 – 8           | Be Quick '28 (2)            |
| 19 oktober              | Sparta/JVOZ (4)                | 3 – 5           | VV Berkum (4)               |
| 19 oktober              | VV Maarssen (3)                | 1 – 2           | Oranje Nassau Groningen (3) |
| 19 oktober              | VV Winkel (4)                  | 0 – 5           | VV Reiger Boys (3)          |
| 19 oktober              | VV Hontenisse (4)              | 1 – 4           | RVVH (2)                    |
| 19 oktober              | ACV (3)                        | w.o.            | SC Woezik (2)               |
| 19 oktober              | Oranje Nassau Groningen II (4) | w.o.            | Fortuna '54 (3)             |
| 20 oktober              | RKSV De Tukkers (4)            | w.o.            | SC Buitenveldert (3)        |
| 20 oktober              | VV Nooit Gedacht (3)           | 5 – 2           | ST SV Someren/NWC (3)       |
| 20 oktober              | SC 't Zand (3)                 | 0 – 1           | FC Berghuizen (4)           |
| 12 november             | Victoria Boys (4)              | 1 – 5           | DTS Ede (2)                 |
| 19 oktober, 27 november | Vv SSS (2)                     | 1 – 1 wns (3–4) | ASV Wartburgia (2)          |

#### Tweede ronde
| Datum       | Team                  | Uitslag         | Team                           |
| ----------- | --------------------- | --------------- | ------------------------------ |
| 14 december | Be Quick '28 (2)      | 3 – 1           | RKSV Nuenen (3)                |
| 14 december | FC Berghuizen (4)     | 4 – 2           | IJFC (4)                       |
| 14 december | VV Berkum (4)         | 3 – 2           | ASV Wartburgia (2)             |
| 14 december | RVVH (2)              | 3 – 0           | Oranje Nassau Groningen II (4) |
| 14 december | Ter Leede (2)         | 3 – 0           | VV Reiger Boys (3)             |
| 14 december | RKSV De Tukkers (4)   | 0 – 3           | ACV (3)                        |
| 14 december | ASV Wartburgia II (3) | 4 – 6           | BVV Barendrecht (3)            |
| 14 december | SC Stiens (3)         | 0 – 5           | DTS Ede (2)                    |
| 14 december | SV Saestum (2)        | 1 – 1 wns (4–5) | FC Eindhoven AV (2)            |
| 14 december | VV Eldenia (2)        | 0 – 3           | VV Nooit Gedacht (3)           |
| 14 december | SV Saestum II (3)     | 1 – 3           | Oranje Nassau Groningen (3)    |

#### Tussenronde
| Datum      | Team                        | Uitslag | Team          |
| ---------- | --------------------------- | ------- | ------------- |
| 18 januari | FC Eindhoven AV (2)         | 3 – 1   | RVVH (2)      |
| 20 januari | Oranje Nassau Groningen (3) | 1 – 0   | ACV (3)       |
| 25 januari | DTS Ede (2)                 | 4 – 1   | VV Berkum (4) |

#### Achtste finales
|                       |                     |         |                                                            |                                |
| 31 januari 2020 19.00 | Be Quick '28 (2)    | 1 – 3   | Ajax (1)                                                   | Sportpark Be Quick '28, Zwolle |
| 31 januari 2020 19.00 | Anouk Bourgonje 32' | Verslag | Iina Salmi 8' (pen.) Desiree van Lunteren 33' Ellen Jansen | Sportpark Be Quick '28, Zwolle |

|                       |                                                          |       |                           |                                     |
| 1 februari 2020 12.45 | Ter Leede (2)                                            | 4 – 1 | Excelsior/Barendrecht (1) | Sportpark De Roodemolen, Sassenheim |
| 1 februari 2020 12.45 | Jill Gotink Marleen Joore Romy van Beelen Justine Jansen |       | Kim Dekkers               | Sportpark De Roodemolen, Sassenheim |

|                       |                        |         |                                                                 |                                 |
| 1 februari 2020 14.00 | FC Eindhoven AV (2)    | 1 – 6   | PSV (1)                                                         | Genneper Sportparken, Eindhoven |
| 1 februari 2020 14.00 | Nathalie van de Heuvel | Verslag | Kayleigh van Dooren Katja Snoeijs Joëlle Smits Jeslynn Kuijpers | Genneper Sportparken, Eindhoven |

|                       |                             | |                   |                                   |
| 1 februari 2020 15.00 | Oranje Nassau Groningen (3) | 0 – 8 | sc Heerenveen (1) | Sportpark Coendersborg, Groningen |
| 1 februari 2020 15.00 |                             | 10', 52', 56' Tiny Hoekstra 33', 51' Williënne ter Beek 35' Zoï van de Ven 50' Quinty Sabajo 70' Elise Meijerink |                   | Sportpark Coendersborg, Groningen |

|                       |                                      |         |                                                      |                          |
| 1 februari 2020 15.00 | DTS Ede (2)                          | 2 – 3   | VV Alkmaar (1)                                       | Sportpark Inschoten, Ede |
| 1 februari 2020 15.00 | Carolien Filippo 75' Sofie Houba 90' | Verslag | 30' Louise Bos 70' Silvie van der Plas 85' Anna Knol | Sportpark Inschoten, Ede |

|                       |                      |         | |                               |
| 1 februari 2020 16.00 | VV Nooit Gedacht (3) | 0 – 12  | FC Twente (1) | Sportpark De Biescamp, Geffen |
| 1 februari 2020 16.00 |                      | Verslag | 1', 16', 28' Fenna Kalma 5', 38', 39', 82' Davinia Vanmechelen 22' Cheyenne van den Goorbergh 47', 86' Naomi Hilhorst 58', 59' Lynn Wilms | Sportpark De Biescamp, Geffen |

|                       |                     | |                |                                   |
| 1 februari 2020 17.30 | BVV Barendrecht (3) | 0 – 7                                                                                               | PEC Zwolle (1) | Sportpark de Bongerd, Barendrecht |
| 1 februari 2020 17.30 |                     | 18' Lauri Weijkamp 32' Yvette van Daelen 36', 68' Marushka van Olst 45', 53', 72' Rebecca Doejaaren |                | Sportpark de Bongerd, Barendrecht |

|                       |                   | |                  |                                    |
| 2 februari 2020 14.00 | FC Berghuizen (4) | 0 – 9 | ADO Den Haag (1) | Sportpark 't Venterinck, Oldenzaal |
| 2 februari 2020 14.00 |                   | 18', 43' Jannette van Belen 20', 60' Jaimy Ravensbergen 31' Nadine Noordam 39', 68' Maartje Looijen 55' Marisa Olislagers 83' Chasity Grant |                  | Sportpark 't Venterinck, Oldenzaal |

#### Kwartfinales
|                  |                |   |         |                                 |
| 14/15 maart 2020 | VV Alkmaar (1) | – | PSV (1) | Sportpark Robonsbosweg, Alkmaar |
| 14/15 maart 2020 |                |   |         | Sportpark Robonsbosweg, Alkmaar |

|                  |                   |   |               |                                    |
| 14/15 maart 2020 | sc Heerenveen (1) | – | FC Twente (1) | Sportpark Skoatterwâld, Heerenveen |
| 14/15 maart 2020 |                   |   |               | Sportpark Skoatterwâld, Heerenveen |

|                  |              |   |                |                                  |
| 14/15 maart 2020 | AFC Ajax (1) | – | PEC Zwolle (1) | Sportpark De Toekomst, Amsterdam |
| 14/15 maart 2020 |              |   |                | Sportpark De Toekomst, Amsterdam |

|                  |                  |   |               |                              |
| 14/15 maart 2020 | ADO Den Haag (1) | – | Ter Leede (2) | Cars Jeans Stadion, Den Haag |
| 14/15 maart 2020 |                  |   |               | Cars Jeans Stadion, Den Haag |

Na deze ronde werd het voetbalseizoen wegens COVID-19 gestaakt.

### Statistieken

#### Doelpuntenmaaksters
4 doelpunten
- Davinia Vanmechelen (FC Twente)

3 doelpunten
- Tiny Hoekstra (sc Heerenveen)
- Rebecca Doejaaren (PEC Zwolle)
- Fenna Kalma (FC Twente)

2 doelpunten
- Jannette van Belen (ADO Den Haag)
- Maartje Looijen (ADO Den Haag)
- Jaimy Ravensbergen (ADO Den Haag)
- Williënne ter Beek (sc Heerenveen)
- Marushka van Olst (PEC Zwolle)
- Kayleigh van Dooren (PSV)
- Katja Snoeijs (PSV)
- Naomi Hilhorst (FC Twente)
- Lynn Wilms (FC Twente)

1 doelpunt
- Chasity Grant (ADO Den Haag)
- Nadine Noordam (ADO Den Haag)
- Marisa Olislagers (ADO Den Haag)
- Ellen Jansen (Ajax)
- Desiree van Lunteren (Ajax)
- Iina Salmi (Ajax)
- Louise Bos (VV Alkmaar)
- Anna Knol (VV Alkmaar)
- Silvie van der Plas (VV Alkmaar)
- Anouk Bourgonje (Be Quick '28)
- Carolien Filippo (DTS Ede)
- Sofie Houba (DTS Ede)
- Nathalie van de Heuvel (FC Eindhoven AV)
- Kim Dekkers (Excelsior/Barendrecht)
- Elise Meijerink (sc Heerenveen)
- Quinty Sabajo (sc Heerenveen)
- Zoï van de Ven (sc Heerenveen)
- Yvette van Daelen (PEC Zwolle)
- Lauri Weijkamp (PEC Zwolle)
- Jeslynn Kuijpers (PSV)
- Joëlle Smits (PSV)
- Romy van Beelen  (Ter Leede)
- Jill Gotink (Ter Leede)
- Justine Jansen (Ter Leede)
- Marleen Joore  (Ter Leede)
- Cheyenne van den Goorbergh (FC Twente)

#### Deelnemers per ronde
Het aantal deelnemers per divisie per ronde is:
| Deelnemerscategorie | Groepsfase | 1e ronde   | 2e ronde  | Tussenronde | Achtste finale | Kwartfinale | Halve finale | Finale | Winnaar |
| ------------------- | ---------- | ---------- | --------- | ----------- | -------------- | ----------- | ------------ | ------ | ------- |
| Eredivisie          | 0bye       | 0bye       | 0bye      | 0bye        | 8 (50,0%)      | 7 (87,5%)   | n.v.t.       | n.v.t. | n.v.t.  |
| Topklasse           | 11 (13,4%) | 11 (25,0%) | 8 (36,4%) | 3 (50,0%)   | 4 (25,0%)      | 1 (12,5%)   | n.v.t.       | n.v.t. | n.v.t.  |
| Hoofdklasse         | 24 (29,3%) | 20 (45,4%) | 9 (40,9%) | 2 (33,3%)   | 3 (18,8%)      | n.v.t.      | n.v.t.       | n.v.t. | n.v.t.  |
| Eerste klasse       | 47 (57,3%) | 13 (29,6%) | 5 (22,7%) | 1 (16,7%)   | 1 0(6,2%)      | n.v.t.      | n.v.t.       | n.v.t. | n.v.t.  |
| Totaal              | 82         | 44         | 22        | 6           | 16             | 8           | 4            | 2      | 1       |

## Districtsbekers
Aan de Districtsbekers (Groep 2) namen de vrouwenelftallen uit het betreffende district deel die uitkwamen in de Tweede en Derde klassen. (Elftallen uitkomend in de Vierde klassen en lager speelden om de Districtsbekers (Groep 3)).
De eerste ronde werd gespeeld in poulevorm. Elke poule bestond uit vier, maar minimaal drie elftallen, die een halve competitie afwerkten. De poulewinnaars plaatsen zich voor de knock-outfase. Elftallen uitkomend in de Eerste klasse die in de poulefase van de landelijke beker werden uitgeschakeld stroomden in de knock-outfase van hun district in.

Bij gelijkspel in de knock-outfase werd de winnaar bepaald door middel van een strafschoppenserie, met uitzondering van een finale waar in dat geval eerst nog een verlenging zou worden gespeeld.
Begin maart 2020 brak de coronacrisis in Nederland uit. De KNVB besloot in eerste instantie alle wedstrijden van 12 tot en met 31 maart af te gelasten. Op 31 maart besloot de KNVB om alle (beker-)competities definitief stop te zetten.